# Eliodoro Bianchi
Pour les articles homonymes, voir Bianchi.
Eliodoro Bianchi, né le 6 mai 1773 à Cividate al Piano et mort le 10 mai 1848 à Palazzolo sull'Oglio, est un ténor.

## Biographie
Né le 6 mai 1773 à Cividate, dans la province de Bergame, Eliodoro Bianchi est encore enfant lorsque ses parents s'établissent à Palazzolo, près de Brescia. Doué d'heureuses dispositions pour la musique, il en apprend les éléments, y compris ceux de l'harmonie, sous la direction de son père, assez bon organiste. Plus tard il se rend à Naples et reçoit de Tritto des leçons de contrepoint. C'est aussi dans cette ville qu'il apprend l'art du chant et qu'il fait ses débuts au théâtre. Il s'y trouve encore, lorsque l'armée française est obligée d'évacuer le midi de l'Italie, en 1799, et il écrit une cantate à cette occasion, pour célébrer le retour du roi Ferdinand IV dans la capitale de ses Etats. C'est dans cette même année que Bianchi commence à se faire entendre sur les théâtres principaux de l'Italie. En 1803, il chante au théâtre de la Scala, à Milan, pendant toute la saison.
Engagé à l'Opéra Italien de Paris, il épouse dans cette ville Mlle Crespi, une prima donna.
De retour en Italie, il est engagé pour le printemps et l'automne de 1809 à la Scala de Milan. En 1812, il est à Ferrare, où Rossini écrit pour lui un rôle dans son Ciro in Babilonia. Au carnaval de 1814, ce compositeur écrit encore pour lui dans son Aureliano in Palmira, et, en 1819, dans Eduardo e Cristina, à Venise. Quelques années après cette dernière époque, Bianchi quitte le théâtre, et s'établit à Milan, où il fonde une école de chant. Parmi les élèves qui s'y sont formés, on remarque le ténor russe lwanoff.
Dans l'été de 1836, Bianchi se retire à Palazzolo, où s'était passé le temps de sa jeunesse, et y vit dans le repos. Avec sa femme, Carolina Crespi
, il une fille, Joséphine, et un fils, Angelo, qui tous deux ont cultivé l'art du chant. On a d'Angelo Bianchi, trois airs pour soprano, avec acc. de piano; Milan, Ricordi.
Eliodoro Bianchi meurt le 10 mai 1848 à Palazzolo.